# HD-MAC
Il template:Tradotto da è stato erroneamente inserito nella voce. Spostarlo nella pagina di discussione.

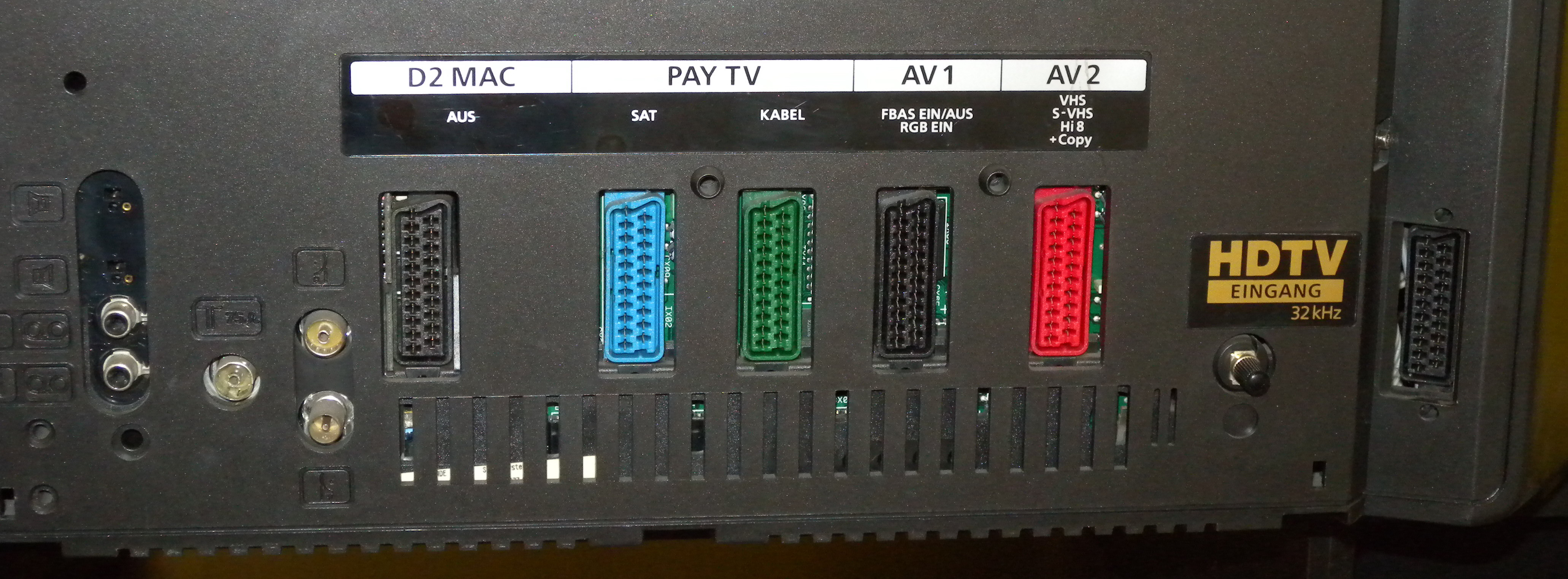
Presa SCART dorata (a destra) su un televisore Nordmende Space System 92 HS con standard HD-MAC.

HD-MAC (High Definition Multiplexed Analogue Components) era un sistema televisivo ad alta definizione sviluppato in Europa alla fine degli anni '80 e nei primi anni '90. Faceva parte della famiglia di standard televisivi MAC (Multiplexed Analogue Components), progettati per trasmettere segnali video analogici con una qualità superiore rispetto ai sistemi convenzionali.

## Storia e sviluppo
Il sistema HD-MAC è stato sviluppato nell'ambito di un'iniziativa dell'Unione europea per creare uno standard televisivo ad alta definizione prima della diffusione della televisione digitale. Promosso dalla European Broadcasting Union (EBU) e sostenuto dalla Commissione europea, aveva l'obiettivo di competere con le tecnologie emergenti provenienti dagli Stati Uniti e dal Giappone.
Il sistema è stato utilizzato sperimentalmente durante i Giochi Olimpici di Barcellona 1992 per testare la fattibilità della TV ad alta definizione in Europa. Tuttavia, a causa degli alti costi e della complessità tecnica, HD-MAC non è mai stato adottato su larga scala.

## Caratteristiche tecniche
- **Formato video**: 1250 linee interlacciate (contro le 625 linee dello standard PAL)
- **Aspect Ratio**: 16:9
- **Frame rate**: 50 Hz
- **Metodo di trasmissione**: Segnale analogico a componenti multiplexati
- **Compatibilità**: Non compatibile con i televisori PAL e SECAM senza un decoder dedicato
- **Supporto audio**: Audio stereo digitale con tecnologia D2-MAC

## Declino e transizione alla TV digitale
Nonostante le aspettative iniziali, HD-MAC ha incontrato diversi ostacoli:
1. **Costo elevato**: I televisori e i ricevitori compatibili erano molto costosi per il mercato consumer.
2. **Mancanza di compatibilità**: Non era direttamente compatibile con i sistemi PAL e SECAM, rendendone difficile la diffusione.
3. **Avvento della TV digitale**: Con lo sviluppo dello standard DVB (Digital Video Broadcasting) negli anni '90, HD-MAC è stato rapidamente superato.

Alla fine, il progetto è stato abbandonato, e l'Europa si è concentrata sullo sviluppo di DVB-T (televisione digitale terrestre) e DVB-S (televisione digitale satellitare), che hanno permesso la trasmissione di contenuti in alta definizione in modo più efficiente.

## Eredità
Sebbene HD-MAC non abbia avuto successo commerciale, ha contribuito alla ricerca sulla televisione ad alta definizione e ha influenzato lo sviluppo degli standard digitali successivi. Alcune delle tecnologie sperimentate con HD-MAC sono state impiegate nelle prime trasmissioni HDTV digitali in Europa.